# Houston Challenger
Lo Houston Challenger è stato un torneo professionistico di tennis giocato su campi in cemento. Faceva parte dell'ATP Challenger Series. Si giocava annualmente a Houston negli Stati Uniti.

## Albo d'oro

### Singolare
| Anno | Campione        | Finalista         | Punteggio            |
| ---- | --------------- | ----------------- | -------------------- |
| 2001 | Vince Spadea    | James Blake       | 6–2, 6(3)–7, 6–2     |
| 2000 | James Blake     | Michel Kratchovil | 7–6(5), 6(12)–7, 6–3 |
| 1999 | Marcos Ondruska | James Sekulov     | 7–6, 6–1             |

### Doppio
| Anno | Campioni                       | Finalisti                       | Punteggio   |
| ---- | ------------------------------ | ------------------------------- | ----------- |
| 2001 | Jeff Coetzee Paul Rosner       | Justin Bower Shaun Rudman       | 7–6(2), 6–4 |
| 2000 | Brent Haygarth Marcos Ondruska | James Blake Kevin Kim           | 6–4, 6–2    |
| 1999 | David DiLucia Michael Sell     | Bobby Kokavec Jocelyn Robichaud | 7–6, 6–0    |